# Время жатвы
Время жатвы — российский фильм, вышедший в 2004 году. Также этот фильм является художественным дебютом Марины Разбежкиной.

## Сюжет
Чувашская деревня начала 1950-х годов. Антонина Гусева живёт с мужем Геннадием, инвалидом войны, и двумя маленькими сыновьями, Ваней и Колей. Повествование (закадровый текст) идёт от имени Коли. Антонина — лучший комбайнер района, и её награждают переходящим Красным знаменем (вместо отреза ситца, о котором она мечтала). Мыши портят знамя, и Антонине приходится не только непрерывно чинить его, но и вновь побеждать в соцсоревновании, чтобы знамя оставалось у неё и власти не заметили последствий мышиной «диверсии». Геннадий спивается и умирает.
Последняя сцена — городская квартира времён перестройки. После смерти Антонины, пережившей своих сыновей, вывозят старую мебель. По телевизору передают фильм «Гость с Кубани» с песней о комбайнерах. Неизвестная девушка небрежно перебирает фотографии и вещи из деревенского дома, которые вот-вот отправятся на свалку. Вынимает небольшой кусок красного бархата (всё, что осталось от Красного знамени), повязывает им голову и идёт на улицу. Колин голос за кадром:
«Вы настолько покинули нашу память о вас, что не возвращаетесь даже в наши сны» — цитата Геннадия Айги.

## В ролях
- Людмила Моторная — Антонина
- Вячеслав Батраков — Геннадий
- Дима Яковлев — Ваня
- Дима Ермаков — Коля
- Сергей Старостин — Коля (голос)
- Вика Васильева
- Саинхо Намчылак
- Дмитрий Дердуга
- Михаил Изотов[уточнить]
- Инна Никифорова — девушка
- Вадим Никитин
- Сергей Тимофеев[уточнить]
- Светлана Ефремова — певица

## Художественные особенности
- Фильм хорошо передаёт реалии 50-х годов XX века и напоминает документальную кинохронику, бесстрастно фиксирующую происходящее (такой «гиперреализм» напоминает фильм «Иди и смотри»). Для усиления этого впечатления режиссёр включил чёрно-белые кадры деревенских жителей.

## Номинации и награды
- 2004 — Гран-при КФ «Окно в Европу» в Выборге
- 2004 — Приз за лучший дебют КФ русских фильмов в Онфлере
- 2004 — МКФ в Москве — Приз FIPRECSI и диплом Гильдии киноведов и кинокритиков России «За художественное раскрытие языческой природы тоталитарного мифа»
- 2004 — Приз «Серебряный Александр», Приз за художественные достижения МКФ в Салониках
- 2004 — Приз «Золотой диск» «За сложное и поэтическое воплощение неоднозначного периода советской истории» МКФ в Чикаго
- 2004 — Премия «Золотой Овен» за лучший дебют
- 2005 — Приз жюри МКФ в Монфорте
- 2005 — Гран-при МКФ в Тайбэе
- 2005 — Гран-при за лучший полнометражный игровой фильм МКФ в Триесте
- 2005 — Гран-при МКФ в Чонджу